# Игнацей
Игнацей, Игнэцей (рум. Ignăţei) — село в Резинском районе Молдавии. Относится к сёлам, не образующим коммуну.

## География
Село расположено на высоте 178 метров над уровнем моря.

## Население
По данным переписи населения 2004 года, в селе Игнэцей проживает 2426 человек (1209 мужчин, 1217 женщин).
Этнический состав села:
| Национальность | Число жителей | Процентный состав |
| -------------- | ------------- | ----------------- |
| молдаване      | 2396          | 98.76             |
| румыны         | 18            | 0.74              |
| украинцы       | 5             | 0.21              |
| русские        | 5             | 0.21              |
| болгары        | 1             | 0.04              |
| прочие         | 1             | 0.04              |
| Всего          | 2426          | 100 %             |

## Известные уроженцы
- Быркэ, Василе (1884—1949) — молдавский и румынский политик.
- Кокырлэ, Павел — бессарабский политик.
- Сырбу, Иоан (Ioan Sârbu) — бессарабский баснописец.
- Пиструй, Павел Яковлевич - Герой Социалистического Труда.